# Helge Payer
Helge Payer (født 9. august 1979 i Wels, Østrig) er en tidligere østrigsk fodboldspiller, der spillede som målmand. Han spillede i sin professionelle karriere for Rapid Wien og Kalloni FC. Derudover har han været udlejet til ASK Kottingbrunn.
Payer vandt med Rapid Wien det østrigske mesterskab i både 2005 og 2008.

## Landshold
Payer nåede i sin tid som landsholdsspiller (2003-2009) at spille 20 kampe for det østrigske landshold, som han debuterede for den 11. juni 2003 i en EM-kvalifikationskamp mod Hviderusland.

## Titler
Østrigs Bundesliga
- 2005 og 2008 med Rapid Wien